# Golinca ishiharai
Golinca ishiharai är en skalbaggsart som beskrevs av Shinji Nagai 1994. Golinca ishiharai ingår i släktet Golinca och familjen Cetoniidae. Inga underarter finns listade i Catalogue of Life.